# Harlekin-Korallenotter

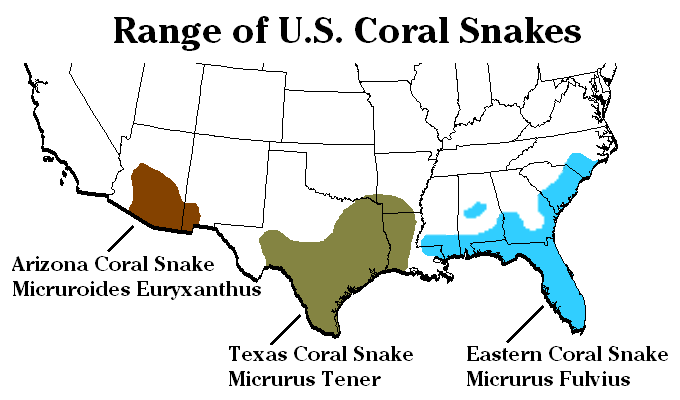
Verbreitungsgebiet der Harlekin-Korallenotter (blau), der Texas-Korallenotter (olivfarben) und der Arizona-Korallenotter (braun)

Die Harlekin-Korallenotter (Micrurus fulvius), auch als Östliche Korallenotter bekannt, zählt innerhalb der Familie der Giftnattern (Elapidae) zur Gattung der Korallenottern (Micrurus). Die Art wurde 1766 von dem schwedischen Naturwissenschaftler Carl von Linné als Coluber fulvius erstbeschrieben. Micrurus fulvius ist monotypisch, Unterarten sind demnach keine bekannt.

## Merkmale
Die Harlekin-Korallenotter erreicht eine Länge von 51 bis 76 cm, der größte nachgewiesene Fund lag bei 120,7 cm. Der Körper ist lang und schlank, der Kopf setzt sich nur wenig vom Hals ab. Das Tier ist auffallend bunt und glänzend gezeichnet (Warntracht). Etwa über die Mitte des schwarzen Kopfes zieht sich ein breites, gelbes Band. Der Hals ist ebenfalls schwarz. Über den Körper sind sehr regelmäßig schwarze und rote Bänder verteilt, die sich abwechseln und zu jeder Seite von einem schmalen gelben Band begrenzt werden. Zum Schwanz hin fehlen rote Bänder, schwarze wechseln sich mit breiter werdenden gelben Bändern ab. Der Bauch ist heller gefärbt, weist aber ebenfalls die Zeichnung des Rückens auf. Besonders bei Exemplaren aus dem Süden Floridas sind gelegentlich dunkle Flecken in den schwarzen Ringen zu erkennen.
Jungschlangen der Harlekin-Korallenotter messen beim Schlupf circa 18 bis 23 cm. Sie zeigen bereits in etwa die Zeichnung der adulten Tiere.

## Schlangengift
Die Harlekin-Korallenotter verfügt über ein äußerst starkes Schlangengift, das sich in erster Linie aus Proteinen zusammensetzt, darunter ein Enzym der Phospholipase A₂-Gruppe, welches für myotoxische Eigenschaften des Giftes verantwortlich ist und zur Zerstörung quergestreifter Muskelfasern (Rhabdomyolyse) führen kann. Als indirekte Folge der Rhabdomyolyse können auch Nierenschäden nicht ausgeschlossen werden. Außerdem wirkt das Gift postsynaptisch als Nervengift (Neurotoxin). Nach einem Biss treten typische Vergiftungssymptome in Form von Schwellung und Schmerzen rund um die Bissstelle sowie Magen-Darm-Beschwerden auf. Es folgen neben Muskelschmerzen neurologische und zentralnervöse Beschwerden, insbesondere rasch einsetzende Lähmungserscheinungen. Unbehandelt kann innerhalb von 36 Stunden der Tod durch Atemlähmung eintreten. Behandelt wird je nach Zustand des Patienten mit speziellen Antiveninen. Neben polyvalenten Immunseren steht das spezifische Serum „Wyeth Antivenin Micrurus fulvius“ zur Verfügung. Trotz der starken Giftigkeit sind Bissunfälle durch diese Schlange sehr selten.

## Lebensweise

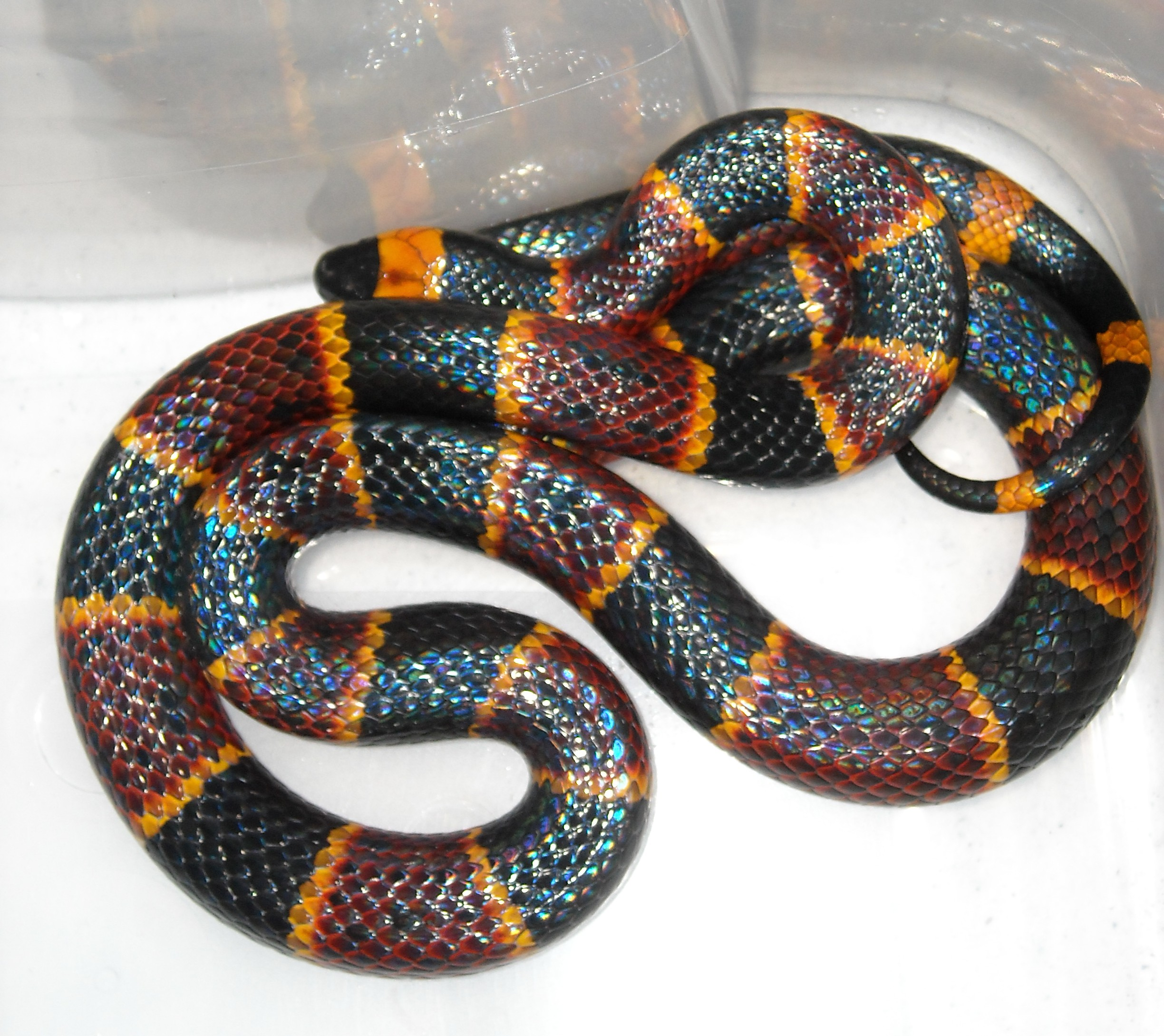
Harlekin-Korallenotter

Die Harlekin-Korallenotter führt eine verborgene Lebensweise. Sie ist eine bodenbewohnende Giftnatter, die besonders während der Dämmerung am frühen Morgen, aber auch nachts aktiv ist. Sie liegt tagsüber kaum in der Sonne, streift allerdings gelegentlich in der Mittagssonne umher. Oft hält sie sich unter Geröll, Holz, Laub, Palmstümpfen oder ähnlichem versteckt. Sie erbeutet vor allem schlanke Echsen und kleinere Schlangen. Sie pflanzt sich ovipar (eierlegend) fort. Das Gelege wird beispielsweise in Laub versteckt und kann zwischen 2 und 12 Eier umfassen.

## Verbreitung
Das Hauptverbreitungsgebiet der Harlekin-Korallenotter liegt im Südosten der Vereinigten Staaten. Es zieht sich durch ganz Florida und bis nach Texas. Nach Süden zu erstreckt sich die Verbreitung bis in den Nordosten Mexikos. Die Schlange besiedelt eine Vielzahl an Lebensräumen, darunter Kiefernwälder oder die tropischen Lianenwälder Floridas, auch als „Hammlocks“ bekannt. Die Harlekin-Korallenotter ist in der Roten Liste des IUCN als „nicht gefährdet“ gelistet.

## Systematik
Die Harlekin-Korallenotter wurde 1766 von dem schwedischen Naturwissenschaftler Carl von Linné als Coluber fulvius erstbeschrieben.
Eine sehr ähnliche Art ist die Texas-Korallenotter (Micrurus tener), die bis vor kurzem als Unterart der Harlekin-Korallenotter eingeordnet wurde, infolge von Untersuchungen durch Crother et al. (2000), Collins & Taggart (2002) und Campbell & Lamar (2004) jedoch Artstatus erhielt.